# Elmas (Italie)
Pour les articles homonymes, voir Ferdi Elmas et Stéphan Elmas.
Elmas, Su Masu en langue sarde, est une commune italienne de la ville métropolitaine de Cagliari dans la région Sardaigne en Italie.

## Économie
- Aéroport de Cagliari-Elmas (code AITA : CAG).

## Administration
| Période                                  | Période | Identité | Étiquette | Qualité |
| ---------------------------------------- | ------- | -------- | --------- | ------- |
|                                          |         |          |           |         |
| Les données manquantes sont à compléter. |         |          |           |         |

### Communes limitrophes
Assemini, Cagliari, Sestu

### Évolution démographique
Habitants recensés